# Lee Hyo-seok
Lee Hyo-seok (23 de febrero de 1907 - mayo de 1942) fue un escritor surcoreano

## Biografía
Lee Hyo-seok, que escribió bajo el seudónimo de Gasan (가산), nació el 23 de febrero de 1907 en Pyeongchang, provincia de Gangwon, Corea del Sur. Se graduó en la Academia Gyeongseong Jeil, quedando profundamente impresionado por Chejov y Thomas Mann. Fue a la Universidad Imperial de Gyeongseong en 1925, el mismo año que se publicó su poema "Primavera" (Bom) en el periódico Maeil Shinbo. Publicó sus poesías en la revista estudiantil de la universidad Limpio y claro (Cheongnyang) y en la publicación del grupo poético Amigos en la literatura (Munu). Se graduó en 1930 de Literatura Inglesa y trabajó por un corto periodo de tiempo en la sección de censura de la policía del gobierno japonés. Después se mudó a la ciudad de su mujer, Gyeongseong, en la provincia  de Hamgyeong del Norte, donde trabajó como profesor de inglés. En 1934 empezó a enseñar en la Universidad Soongsil en Pyeongyang. Falleció en mayo de 1942 con 35 años.

## Obra
Escribió más de 70 relatos de ficción y atrajo la atención el mundo literario en 1928 con la historia "La ciudad y los fantasmas" (Dosi-wa yuryeong), publicada en Luz de Corea (Joseon jigwang). Publicó muchas otras historias, incluidas "Encuentro inesperado" (Giu), "Farol rojo hecho pedazos" (Kkaetteuryeojineun hongdeung) y "En el mar junto a Rusia" (Noryeong geunhae), las cuales reflejan sus simpatías por el socialismo. Estas obras manifiestan conciencia política y a menudo se centran en la desafortunada vida de mujeres obligadas a prostituirse, combinando en ocasiones su mensaje político con la exploración de la sexualidad. Sin embargo, en 1933, coincidiendo con el incremento de la represión japonesa contra la literatura política, Lee Hyo-seok colaboró en la creación del Grupo de los Nueve (Guinhoe) y abandonó la literatura política en busca de un acercamiento más estético. El Grupo de los Nueve incluía a Jeong Jiyong, Yi Sang, Kim Girim y Lee Taejun, todos los cuales influyeron en Lee Hyo-seok. 
Continuó interesado en el erotismo, pero se centró más en la naturaleza. En su relato "El cerdo" escribe sobre un hombre que cría una cerda con la intención de crear una granja de cerdos, pero sus planes fracasan al primar la codicia humana sobre la época adecuada de celo de los cerdos. En "Bunnyeo" explora un personaje de sexualidad pervertida. "Cuando florece el alforfón", su historia más famosa, trata sobre la vida de los comerciantes itinerantes y el encuentro en la vejez de un muchacho que podría ser el hijo del protagonista.

## La ciudad y el festival de Lee Hyo-seok
"Cuando florece el alforfón" está ambientada en su pueblo natal de Bongpyeong, en el condado de Pyeongchang-gun. Esta zona sigue siendo famosa por su producción de alforfón. Rodeada por montañas de 1500 metros, el  Lee Hyo-Seok Memorial Hall se encuentra dentro de la Aldea Cultural Lee Hyo-seok Archivado el 9 de marzo de 2014 en Wayback Machine., que en 1990 fue nombrada la "primera aldea cultural nacional" por el Ministerio de Cultura y Turismo. El lugar tiene un río pequeño, un molino y una casa de paja.
Entre finales de agosto y principios de septiembre (la fecha es diferente cada año) se celebra el Festival Cultural Lee Hyo-seok. El evento trata del alforfón y hay un concurso de ensayos, de fotos, un desfile y varias representaciones en torno a las flores del alforfón.

## Obras traducidas al español
- Cuando florece el alforfón (이효석 단편선), México: Ediciones del Ermitaño, 2008.

## Obras en coreano (lista parcial)
- Polen (화분)
- El infinito cielo azul (벽공문한)
- Obras completas de Hyo-seok (효석전집)